# Leongathus alannah
Leongathus alannah is een vlokreeftensoort uit de familie van de Phoxocephalidae. De wetenschappelijke naam van de soort is voor het eerst geldig gepubliceerd in 2006 door Taylor.